# Liberaal Volkshuis "Help U Zelve"
Het Liberaal Volkshuis "Help U Zelve" in Antwerpen is een beschermd historisch art-nouveaugebouw, dat sinds 1992 als steinerschool gebruikt wordt. Het gebouw werd in 1901 opgetrokken naar ontwerp van Jan Van Asperen en Emiel Van Averbeke. De renovatie voor het gebruik als school is van de hand van architect Bob Van Reeth. De restauratie van de voorgevel gebeurde onder leiding van architect en restauratiedeskundige Rutger Steenmeijer.

## Geschiedenis
- In 1894 kocht de liberale bond "Help U zelve" het perceel.[4]
- In 1899 werd de bouwaanvraag ingediend.[4]
- Op 4 augustus 1901 vond de officiële opening van het gebouw, als koffiehuis, feestzaal, toneelzaal en magazijn voor de bakkerij van de liberale bond plaats.[4]
- Op donderdag 15 augustus 1901 vond het derde congres van de Belgische Liberale Werkliedenpartij hier plaats.[5]
- In 1904 woedde een brand in het pand.[4]
- In 1952 wijzigde de functie tot fabriek en later magazijn van de elektriciteitsmaatschappij.[4]
- In 1974 werd de voor- en achtergevel bescherming verleend.
- In 1992 kwam het pand in gebruik als steinerschool.
- In 1995 ontving het gebouw de Europa Nostra-prijs.[6][3]